# Deltentosteus collonianus
Deltentosteus collonianus és una espècie de peix de la família dels gòbids i de l'ordre dels perciformes.

## Morfologia
- Els mascles poden assolir 7 cm de longitud total.[5][6]

## Hàbitat
És un peix marí, de clima temperat i demersal.

## Distribució geogràfica
Es troba a l'Atlàntic oriental i la Mediterrània: les costes europees des del sud-oest de Portugal fins a la mar Adriàtica.

## Observacions
És inofensiu per als humans.